# Selección de voleibol sub-20 de los Países Bajos
La selección de voleibol sub-20 de los Países Bajos representa a los Países Bajos en el voleibol masculino y partidos amistosos bajo la edad de 20 años y se rige por la Asociación Neerlandesa de Voleibol que es una filial de la Federación Internacional de Voleibol (FIVB) y también parte de la Confederación Europea de Voleibol (CEV).

## Participaciones

### Juegos Olímpicos de la Juventud
| Año   | Resultado                  | Pos.                       |
| ----- | -------------------------- | -------------------------- |
| 2010  | No clasificó               | No clasificó               |
| 2014  | No hubo evento de voleibol | No hubo evento de voleibol |
| 2018  | No hubo evento de voleibol | No hubo evento de voleibol |
| Total | 0 títulos                  | 0/1                        |

### Campeonato Mundial de Voleibol Masculino Sub-19
| Año   | Pos.         |
| ----- | ------------ |
| 1989  | No clasificó |
| 2001  | No clasificó |
| 2003  | 9°           |
| 2005  | No clasificó |
| 2019  | No clasificó |
| Total | 1/16         |

### Campeonato Europeo Juvenil de Voleibol Masculino
| Año    | Pos.         |
| ------ | ------------ |
| 1995   | No clasificó |
| 2001   | No clasificó |
| 2003   | 5°           |
| 2005   | No clasificó |
| 2007   | 6°           |
| 2009   | 6°           |
| 2011   | No clasificó |
| / 2018 | No clasificó |
| Total  | 3/13         |

## Jugadores

### Equipo actual
Los siguientes jugadores son los jugadores holandeses que han competido en el Campeonato Europeo de Voleibol Masculino Sub-18Bde 2018.
| #  | Nombre             | Pos.             | Altura | Peso | Fecha | Pico | Bloqueo |
| -- | ------------------ | ---------------- | ------ | ---- | ----- | ---- | ------- |
| 1  | Jaspe Wijkstra     | setter           | 195    | 78   | 2002  | 319  | 311     |
| 2  | Bak Yannick        | atacante externo | 194    | 75   | 2001  | 325  | 315     |
| 3  | Martherus Nick     | líbero           | 180    | 65   | 2001  | 315  | 278     |
| 4  | Apine Mathijs      | atacante externo | 190    | 70   | 2002  | 340  | 328     |
| 5  | Brilhuis Martijn   | opuesto          | 199    | 83   | 2001  | 342  | 332     |
| 6  | Macnack Kian       | opuesto          | 201    | 72   | 2003  | 336  | 294     |
| 7  | Wiltenburg Bram    | bloqueador medio | 192    | 79   | 2001  | 313  | 307     |
| 8  | Hoge Bavel Luuk    | atacante externo | 192    | 80   | 2001  | 324  | 316     |
| 9  | Damen Rik          | setter           | 193    | 78   | 2001  | 325  | 315     |
| 10 | Van Muijden Jesper | bloqueador medio | 198    | 93   | 2001  | 328  | 319     |
| 11 | Hofhuis Luuk       | bloqueador medio | 199    | 92   | 2001  | 333  | 323     |
| 12 | De Jong Tieme      | setter           | 193    | 80   | 2001  | 321  | 308     |
| 13 | Koetse Morris      | atacante externo | 198    | 70   | 2002  | 342  | 329     |
| 14 | Steenbergen Jim    | atacante externo | 192    | 82   | 2001  | 319  | 308     |
| 15 | Van Den Bos Steijn | bloqueador medio | 191    | 79   | 2001  | 312  | 298     |
| 16 | Van Dijk Ferdy     | líbero           | 188    | 70   | 2001  | 312  | 306     |
| 17 | Merfol Delano      | atacante externo | 190    | 75   | 2001  | 305  | 295     |
| 18 | Buiter Friso       | atacante externo | 184    | 72   | 2001  | 310  | 305     |
| 19 | Looijman Siem      | atacante externo | 190    | 70   | 2003  | 299  | 283     |
| 19 | Van Der Loo Sam    | atacante externo | 184    | 75   | 2001  | 310  | 305     |
| 19 | Zomer Bart         | opuesto          | 190    | 70   | 2002  | 300  | 305     |
| 20 | Tan Vincent        | atacante externo | 180    | 57   | 2003  | 302  | 290     |
| 22 | De Ruijter Stijn   | atacante externo | 195    | 91   | 2003  | 308  | 293     |